# Bindon Howard vikomtja
A Bindon Howard vikomtja (Viscount Howard of Bindon) cím az angol főnemességben jött létre 1559-ben Thomas Howard számára, aki Thomas Howard, Norfolk 3. hercegének második fia volt. Halála után két fia örökölte a címet, akik második és harmadik vikomtként viselték. Mivel egyiküknek sem született férfi örököse, a cím 1611-ben a harmadik vikomt halálával kihalt. A címet egyes források Bindon vikomtjaként is említik. A Bindon címet 1706-ban újra létrehozták, amikor a Howard család egy másik tagja, Henry Howard, Walden lordja, megkapta Bindon grófja rangot.

## A Bindon Howard vikomtok
Thomas Howard (1520–1582)
Thomas Howard Thomas Howard, Norfolk 3. hercegének és Lady Elizabeth Staffordnak fiatalabb fia volt. 1533-ban feleségül vette Elizabeth Marneyt, Marney 2. bárójának lányát, és e házasság révén jelentős birtokokat szerzett Dorsetben. 1546 végén apját és bátyját, Surrey grófját felségárulás vádjával letartóztatták. Ezért Thomas elvesztette nemesi státuszát, de miután VIII. Henrik 1547-ben meghalt, kegyelmet kapott, visszaállították rangjába. 1559-ben Erzsébet királynő Bindon Howard vikomtja címmel a főrendbe emelte. Dorset több tisztségét is betöltötte, bár a tengeri kalózkodás megfékezésében kevés sikerrel járt. Vallási nézetei miatt – katolikus maradt az anglikánná lett országban – időnként gyanakvással tekintettek rá, de lojalitása Erzsébet iránt soha nem volt kérdéses. Élete utolsó éveiben fiával, Henryvel folytatott keserű viszályt. 1582-ben hunyt el, és Marnhullban temették el.
Henry Howard (~1540–1590)
Henry Howard és apja között a viszály elsősorban örökösödési és családi birtokok körüli vitákból fakadt. Henry Howard el akarta érni, hogy apja életében biztosítsa számára a vikomti címet és a hozzá tartozó birtokokat, míg Thomas erre nem volt hajlandó. Emellett az apa és fia közötti feszültséget súlyosbította, hogy Henry Howard állítólagosan botrányos életet élt, ami méltatlanná tette őt apja szemében a cím és a családi vagyon öröklésére. A konfliktus odáig fajult, hogy Thomas Howard idősebb fiát kitagadta, és végül másik fiának, Thomasnak kívánta átadni birtokait. Ez a családi belharc jelentős feszültségeket szült, és Thomas Howard 1582-es haláláig megmaradt. Henrynek mentális egészségügyi problémái voltak, lánya házasságkötése idején börtönben volt.
Thomas Howard (–1611)
Thomas Howard, Bindon 3. vikomtja angol nemes és politikus volt. A Térdszalagrend lovagja, Dorset lord hadnagya 1601–1611 között, Dorset megyei főpecsétőre 1605-től haláláig. 1603–1611 között Dorset katonai alparancsnoka. 1563-ban Dorset parlamenti képviselőjeként is szolgált. Egyesek szerint „nagyon rosszindulatú és a kegyetlen” volt.

## Családfa
A családfa csak a családi kapcsolatok megértéséhez szükséges személyeket mutatja.
- John Howard (1421–1485),  Norfolk 1. hercege (felmenői családfája, John Howard a felmenők családfáján)
  - Thomas Howard (1443–1524),  Surrey grófja,  Norfolk 2. hercege ∞¹ Elizabeth Tilney (–1497)[m 1]
    - ¹Thomas Howard (1473–1554),  Norfolk 3. hercege
      - Henry Howard (1516–1547)[m 2],  Surrey grófja ∞ Frances Howard (1516–1577)[m 3]
        - ...további családtagok

      - Mary Howard (1519–1557) ∞ Henry FitzRoy (1519–1536),  Richmond és Somerset 1. hercege
      - Thomas Howard (1520–1582),  Bindon 1. vikomtja
        - Henry Howard (~1540–),  Bindon 2. vikomtja
        - Thomas Howard (–1611),  Bindon 3. vikomtja
        - Frances Howard (1578–1639)[m 4] ∞² Edward Seymour,  Hertford 1. grófja ∞³ Ludovic Stewart (1574–1624),  Lennox 2. és Richmond 1. hercege

## Címerpajzs
A címerpajzs megegyezik a Norfolk hercegek címerpajzsával. A félhold különböztető jegy a második fiút jelenti.

## Fordítás
Ez a szócikk részben vagy egészben  a   Viscount Howard of Bindon című angol Wikipédia-szócikk ezen változatának fordításán alapul.  Az eredeti cikk szerkesztőit annak laptörténete sorolja fel. Ez a jelzés csupán a megfogalmazás eredetét és a szerzői jogokat jelzi, nem szolgál a cikkben szereplő információk forrásmegjelöléseként.